# Samsung Galaxy S Advance
Samsung GT-I9070 Galaxy S Advance (також відомий як Galaxy S II Lite) — Android смартфон, який був анонсований в січні 2012 року і випущений в квітні 2012 року як "просунутий" варіант з оригінальним Galaxy S. Galaxy S Advance має 4-дюймовий Super AMOLED дисплей з роздільною здатністю 480 х 800 пікселів на 233-дюйм, двохядерний процесор працює на частоті 1 ГГц з 768 МБ оперативної пам'яті, 5 МП з автофокусом камери заднього виду і 1,3 МП з фіксованим фокусом фронтальної камери для відеодзвінків або автопортретів фотографії. Цей пристрій працює під управлінням Android 2.3.6 (Gingerbread) з коробки, але він тепер може бути офіційно оновлений до Android 4.1.2 (Jelly Bean). Jellybean 4.1.2 оновлення для Samsung Galaxy S Advance було випущено Samsung, починаючи з російської прошивкою 7 січня 2013 року і в даний час в багатьох інших регіонах теж отримало оновлення лише деякі з них досі не получили. Це нове оновлення прошивки тепер включає Samsung TouchWiz Nature UX, і майже всі багаті можливості в Jellybean. Тепер користувачі почали оновлення існуючої прошивки Gingerbread через Kies або Over-The-Air.